# 브루누 세자르
브루누 세자르 자나키(Bruno César Zanaki, 1988년 11월 3일, 산타 바바라 되스테 ~)는 브라질의 축구 선수로, 현재 포르투갈의 FC 페나피엘에서 공격형 미드필더, 세컨드 스트라이커 그리고 레프트 백로 활약하고 있다. 2011년 9월 27일, 그는 FC 오첼룰 갈라치와의 원정경기에서 UEFA 챔피언스리그 첫 골을 기록하였다.

## 국가대표 경력
세자르는 마노 메네제스 감독의 부름을 받아 가봉과 이집트와의 친선경기를 앞두고 차출되었다. 2011년 11월 10일, 그는 가봉전에서 브라질 국가대표 데뷔전을 치루었고, 브라질이 2-0으로 승리하였다.